# 중화 대학

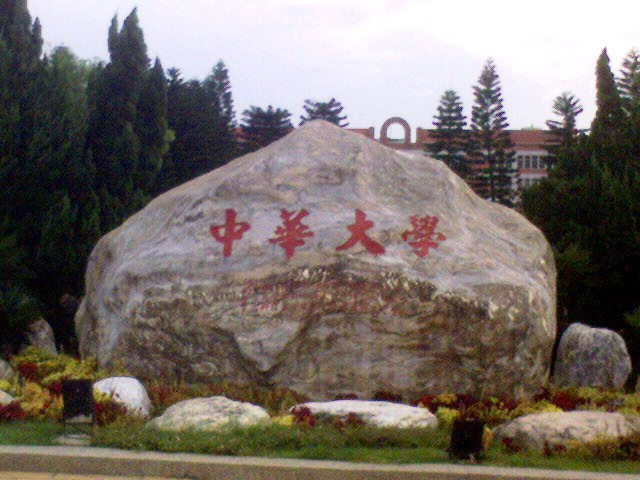

중화대학(中華大學)은 중화민국의 사립대학교이다.1990년에 설립되었으며 신주 시에 위치해 있다.

## 역사
- 1990년 3월 - 중화 공학원(中華工學院)이 개교하였다.
- 1992년 - 야학부를 신설하였다.
- 1997년 8월 1일 - 중화 대학으로 개칭하였다.